# بيرتا بنز

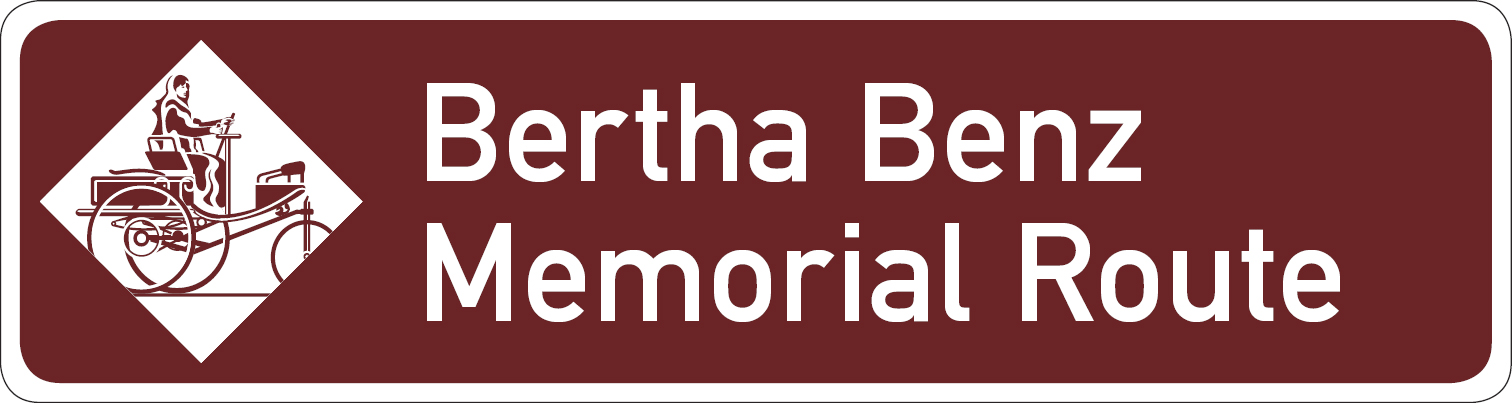
طريق بيرتا بنز التذكارية

بيرتا بنز(بفورتسهايم، 3 مايو 1849 - لادنبورغ، 20 يوليو 1944) زوجة المخترع الألماني كارل بنز. استثمرت في مشاريع بنز التجارية عام 1871م، ممكنة إياه من تطوير أول براءة اختراع لسيارة في عام 1888م، كما أنها أول شخص يقود سيارة لمسافة طويلة، مستقطبة اهتمام العالم بأسره.
في عام 1871، بعمر يناهز سبعة وعشرين انضم كارل بنز إلى أغسطس ريتر في إطلاق ورشة ميكانيكية في مانهايم، و مكرسة أيضاً لتوريد مواد البناء.
كانت سنة المؤسسة الأولى كارثية تماماً. تبين أن ريتر لا يمكن الاعتماد عليه، وصادرت السلطات المحلية أعماله. حـُلت الصعوبة حينما اشترت بيرتا رينغر مخطوبة بنز حصة ريتر في الشركة مستخدمة مهرها من بنز وأصبحت الشريك التجاري.
تزوج كارل بنز وبيرتا رينغر في 20 يوليو 1872، وأنجبا لاحقاً خمسة أبناء: يوجين (1873)، وريتشارد (1874)، كلارا (1877)، تيلدي (1882)، وإلين (1890).
في أوائل آب أغسطس 1888 وبدون علم زوجها، قادت برفقة ابنيها ريتشارد ويوجين ذوي الأربعة عشر والخمسة عشر عاماً إحدى سيارات البنز المصنوعة حديثاً من مانهايم إلى بفورتسهايم، لتصبح أول شخص يقود سيارة لأكثر من مسافة قصيرة جدا. كانت المسافة أكثر من 106 كيلومترا (60 ميلا). مسافات المقطوعة قبل هذه الرحلة التاريخية كانت قصيرة، ومجرد محاولات لمساعدي الميكانيكيين.
على الرغم من أن الغرض الظاهري لهذه الرحلة كان لزيارة والدتها، كان لبيرتا بنز دافع آخر: لتظهر لزوجها الرائع - الذي لم يتمكن من تسويق اختراعه على نحو كاف - أن السيارات سوف تصبح نجاحاً من الناحية المالية بعد أن تبين فائدتها لعامة الناس.
على الطريق واجهت العديد من المشاكل. كان عليها أن تجد بترول الأثير (Ligroin) كوقود وهو متوفر فقط لدى الصيدليات. ساعدها حداد على رأب سلسلة عند نقطة معينة. كانت بطانات الفرامل بحاجة للاستبدال. اضطرت بيرتا بنز لاستخدام مشبك شعر طويل ومستقيم لتنظيف أنابيب وقود المسدودة ولعزل أسلاك برباط جورب. غادرت مانهايم قرب الفجر وصلت بفورتسهايم نوعا ما بعد الغسق، وتخطر زوجها عن رحلتها الناجحة عبر برقية. ساقت عائدة بسيارتها إلى مانهايم في اليوم التالي.
على طول الطريق، كان العديد من الناس خائفين من السيارات ولقيت رواية هذه الرحلة قدرا كبيرا من الدعاية، كما كانت تسعى. ما حدث كان مفيدا للغاية لكارل بنز، وكان قادرا على إدخال تحسينات عدة بعد تقرير زوجته عن كل ما حدث على طول الطريق، وأنها قدمت اقتراحات هامة، مثل إدخال ترس إضافي لصعود التلال.
توفيت بيرتا بنز عن عمر يناهز خمسة وتسعين في لادنبورغ، حيث ورشة كارل بنز في لادنبورغ وقفت بعد أن انتقلوا إلى هناك في عام 1906.
في ألمانيا، وهو يوم عطلة الأعياد كل سنتين تحتفل هذه الرحلة التاريخية من بيرتا بنز وميزات السيارات العتيقة. في عام 2008، طريق بيرتا بنز التذكارية  واعتمد رسميا كطريق للتراث الصناعي للبشرية، لأنها تتبع بيرتا بنز مسارات الأولى في العالم بعد رحلة طويلة من السيارات في عام 1888. الآن يمكن للجميع متابعة 194 كيلومترا من الطريق عبر إشارات من مانهايم وعبر هايدلبيرغ وصولا إلى بفورتسهايم (الغابة السوداء) والعودة.